# 策勒县 (德国)
策勒县（德語：Landkreis Celle）是德国下萨克森州中部的一个县，首府策勒。